# Crisógono de Atenas
Crisógono (en griego, Χρυσόγονος) era un célebre intérprete de flauta ateniense, que se vistió con una túnica sagrada pítica y tocó el instrumento para marcar el ritmo a los remeros, cuando el general Alcibíades hizo su entrada triunfal al Pireo a su regreso del destierro en 407 a. C. 
De una conversación entre el padre de Crisógono y el músico Estratónico de Atenas, el músico supo que tuvo un hermano dramaturgo. Crisógono fue posiblemente el autor de la obra titulada Politeia. 